# Gustave Blouin
Pour les articles homonymes, voir Blouin.
Gustave Blouin (12 juillet 1912-14 avril 2002) est un fabricant et homme politique fédéral du Québec.

## Biographie
Né à Sept-Îles dans la région de la Côte-Nord, M. Blouin travailla dans le Corps des transmissions de l'Armée canadienne de 1943 à 1944 durant la Seconde Guerre mondiale. Il entame sa carrière politique en servant comme conseiller municipal de sa ville natale de 1959 à 1961.
Élu député du Parti libéral du Canada dans la circonscription fédérale de Saguenay en 1963, il est réélu en 1965 et dans Manicouagan en 1968, 1972 et en 1974. Il ne se représente pas en 1979. 
Durant son passage à la Chambre des communes, il est secrétaire parlementaire du ministre des Travaux publics de 1971 à 1972 et du Secrétaire d'État du Canada de 1974 à 1975.
Il est mort à l'âge de 89 ans.